# (125) Liberatrix
(125) Liberatrix ist ein Asteroid des mittleren Hauptgürtels, der am 11. September 1872 vom französischen Astronomen Prosper-Mathieu Henry am Pariser Observatorium bei einer Helligkeit von 11,7 mag entdeckt wurde. Es war seine erste von insgesamt sieben Asteroidenentdeckungen.
Dieser Name nach lateinisch līberātrix ‚die Befreierin‘ ist höchstwahrscheinlich eine Anspielung auf die Befreiung Frankreichs nach dem Deutsch-Französischen Krieg 1870/71. Eine andere Interpretation ist, dass die Benennung möglicherweise auf Adolphe Thiers, den ersten Präsidenten der Dritten Französische Republik, hinweisen soll, der ein Darlehen von 5 Mrd. Goldfranken vermittelte, mit dessen Hilfe die preußischen Truppen aus dem französischen Territorium evakuiert wurden.

## Wissenschaftliche Auswertung
Aus Ergebnissen der IRAS Minor Planet Survey (IMPS) wurden 1992 erstmals Angaben zu Durchmesser und Albedo für zahlreiche Asteroiden abgeleitet, darunter auch (125) Liberatrix, für die damals Werte von 43,6 km bzw. 0,23 erhalten wurden. Eine Auswertung von Beobachtungen durch das Projekt NEOWISE im nahen Infrarot führte 2011 zu vorläufigen Werten für den Durchmesser und die Albedo im sichtbaren Bereich von 61,1 km bzw. 0,12. Ein Vergleich von Daten, die von 1978 bis 2011 an der Sternwarte Ondřejov in Tschechien und am Table Mountain Observatory in Kalifornien gesammelt wurden, mit den Daten von NEOWISE führte 2012 zu Werten für den Durchmesser und die Albedo von 61,1 km bzw. 0,13. Nachdem die Werte nach neuen Messungen mit NEOWISE 2012 auf 37,4 km bzw. 0,31 korrigiert worden waren, wurden sie 2014 auf 48,4 km bzw. 0,18 geändert.
Der Asteroid (125) Liberatrix vom taxonomischen M-Typ wurde am 23. März 2002 spektroskopisch im nahen Infrarot an der Infrared Telescope Facility (IRTF) auf Hawaiʻi untersucht. Dabei konnten die ganze Oberfläche des Asteroiden erfasst werden. Das gemessene Spektrum wies auf das Vorkommen von Orthopyroxenmineralen mit niedrigem Eisen- und Calcium-Gehalt hin, daher wurde vermutet, dass der Asteroid höchstwahrscheinlich einen zerstörten oder intakten Metallkern mit weitverbreiteten, aber geringen Orthopyroxenen an der Oberfläche besitzt.
Nach einer ersten photometrischen Beobachtung von (125) Liberatrix im Jahr 1977, aus der eine Rotationsperiode von etwa 4 Stunden abgeschätzt wurde, erfolgte eine neue Messung vom 10. bis 25. September 1981 am La-Silla-Observatorium in Chile. Aus den in vier Nächten aufgezeichneten Lichtkurven wurde eine Rotationsperiode von 3,969 h bestimmt. Nahezu zur gleichen Zeit erfolgten vom 3. bis 20. September 1981 auch Beobachtungen am Lowell-Observatorium in Arizona. Die gemessene Lichtkurve führte hier zu einer Rotationsperiode von 3,9680 h.

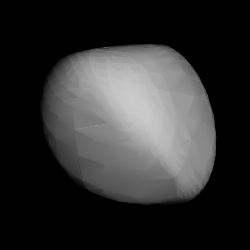
Berechnetes 3D-Modell von (125) Liberatrix

Eine Forschergruppe an der University of Arizona und am Planetary Science Institute in Tucson führte in den 1980er Jahren ein Programm zur „Photometrischen Geodäsie“ einer Anzahl von schnell rotierenden Asteroiden des Hauptgürtels durch, darunter auch (125) Liberatrix. Beobachtungen fanden am Kitt-Peak-Nationalobservatorium bei acht Gelegenheiten zwischen Dezember 1981 und Juni 1985 statt und lieferten trotz einiger Schwierigkeiten eine Vielzahl an Lichtkurven. Aus diesen konnte in einer Untersuchung von 1988 eine eindeutige Lösung für die Position der Rotationsachse bestimmt werden mit prograder Rotation und einer Periode von 3,96821 h. Außerdem wurden die Achsenverhältnisse eines dreiachsig-ellipsoidischen Gestaltmodells berechnet, allerdings mit großen Unsicherheiten. Die Achse stand dabei in einem steilen Winkel zur Ekliptik. Weitere Beobachtungen wurden daher als notwendig erachtet und es wurde darauf hingewiesen, dass die Form des Asteroiden „weit entfernt von einem regelmäßigen oder glatten Körper“ sein könnte. Die Lichtkurven wurden 1991 durch weitere eigene Messungen vom 12. und 14. April 1989 ergänzt und unter zusätzlicher Verwendung der Beobachtungsdaten des La-Silla-Observatoriums von 1984 noch einmal überarbeitet. Bei unveränderter Periode konnte jetzt aber eine stark abweichende Lage der Rotationsachse und neue Werte für die Achsenverhältnisse, insbesondere mit einer geringeren Unsicherheit bestimmt werden.
Seit den 1980er Jahren gab es darüber hinaus weitere Untersuchungen, die aus den archivierten Lichtkurven Berechnungen mit unterschiedlichen Methoden zur Bestimmung meist von zwei alternativen Lösungen für die Position der Rotationsachse, des Drehsinns, der Rotationsperiode und der Achsenverhältnisse von Gestaltmodellen durchführten. Dabei gab es immer wieder auch neue photometrische Beobachtungen, die weitere Lichtkurven lieferten, wie am 29. Februar und 9. März 1984 am La-Silla-Observatorium (abgeleitete Periode 3,9685 h), am 18. September 1990 an der Außenstelle „Carlos U. Cesco“ des Felix-Aguilar-Observatoriums (OAFA) in Argentinien und am 25. Dezember 2001 und 9. Januar 2002 am Gualba Observatory in Katalonien, wo in beiden Fällen aus den Daten einer Nacht nur eine ungenaue Rotationsperiode von 3,87 bzw. 3,89 h bestimmt werden konnte, vom 12. bis 27. Dezember 2004 am Evelyn L. Egan Observatory der Florida Gulf Coast University (3,9683 h), am 21. Januar 2006 am Altimira Observatory in Kalifornien (3,968 h) sowie vom 13. April bis 13. Mai 2007 an der Sternwarte Belgrad in Serbien (3,9683 h).
Aus einer Auswertung dieser und anderer archivierten photometrischen Daten von 1981 bis 2005 konnte in einer Untersuchung von 2007 ein Modell der Form des Asteroiden erstellt sowie zwei alternative Möglichkeiten für die Orientierung der Rotationspole abgeleitet werden. Die Rotationsperiode wurde zu 3,96820 h bestimmt. Da die Rotationsachse des Asteroiden sehr steil zur Ekliptik steht, wurde er bei allen Beobachtungskampagnen immer nur aus der Äquatorrichtung gesehen. Dadurch war eine genaue Bestimmung der Dimension seiner Polachse nicht möglich, diese könnte also mehr oder weniger ausgedehnt sein.
Mit dem Weltraumteleskop Transiting Exoplanet Survey Satellite (TESS) konnten während dessen Durchmusterung des Südhimmels 2018 bis 2019 auch Objekte des Sonnensystems beobachtet werden. Dabei wurden auch die Lichtkurven von fast 10.000 Asteroiden aufgezeichnet. Für (125) Liberatrix wurde aus Messungen etwa vom 15. bis 19. November 2018 eine Rotationsperiode von 3,96875 h abgeleitet. Im Jahr 2021 wurde aus archivierten Daten und photometrischen Messungen von Gaia DR2 erneut eine Rotationsachse mit prograder Rotation berechnet. Die Rotationsperiode wurde zu 3,96820 h bestimmt.
Zwischen 2012 und 2018 wurden mit der All-Sky Automated Survey for Supernovae (ASAS-SN) auch photometrische Daten von 20.000 Asteroiden aufgezeichnet. Auf mehr als 5000 davon konnte erfolgreich die Methode der konvexen Inversion angewendet werden, darunter auch (125) Liberatrix, für die in einer Untersuchung von 2021 ein verbessertes dreidimensionales Gestaltmodell für zwei alternative Rotationsachsen mit prograder Rotation und einer Periode von 3,96820 h berechnet wurde. Aus archivierten Daten des Asteroid Terrestrial-impact Last Alert System (ATLAS) aus dem Zeitraum 2015 bis 2018 konnte in einer Untersuchung von 2022 mit der Methode der konvexen Inversion eine Rotationsperiode von 3,96819 h berechnet werden.